# Bukit Intan (Bukit Intan)
Bukit Intan is een bestuurslaag in het regentschap Pangkal Pinang van de provincie Bangka-Belitung, Indonesië. Bukit Intan telt 2100 inwoners (volkstelling 2010).